# 14006 Sakamotofumio
14006 Sakamotofumio este un asteroid din centura principală de asteroizi.

## Descriere
14006 Sakamotofumio este un asteroid din centura principală de asteroizi. A fost descoperit pe 18 septembrie 1993 la Kitami de Kin Endate și Kazuro Watanabe. Asteroidul prezintă o orbită caracterizată de o semiaxă mare de 2,72 ua, o excentricitate de 0,18 și o înclinație de 8,6° în raport cu ecliptica.